# Breța
Breța – wieś w Rumunii, w okręgu Mehedinți, w gminie Corcova. W 2011 roku liczyła 43 mieszkańców.